# جمعية لاس فيغاس لنقاد السينما
جمعية لاس فيغاس لنقاد السينما LVFCS هي مؤسسة غير ربحية، ومنظمة تقدمية مكرسة للنهوض والحفاظ على الأفلام وتتكون من نقاد سينمائيين ينتمون للصحافة والتلفزيون والإذاعة والإنترنت يقطنون منطقة لاس فيجاس و منطقة رينو. وتقدم سنويا جائزة سييرا لأفضل فيلم، و جائزة ويليام هولدن مدى الحياة لأفضل إنجاز. و جائزة نترات الفضة الفخرية لأفضل مساهم في التصوير داخل ولاية نيفادا.